# Jógvan á Lakjuni
Jógvan á Lakjuni (Fuglafjørður, 1952. november 13.) feröeri tanár és politikus, a Fólkaflokkurin tagja.

## Pályafutása
A Feröeri Egyetemen szerzett tanári diplomát. 1969–1972-ig tengerészként, 1977–1989-ig általános iskolai tanárként dolgozott. 1989 óta a kambsdaluri Føroya Handilsskúli tanára.
Először 1998-ban választották a Løgting tagjává, de már 1989 és 1996 között is több alkalommal helyettesítette párttársait hosszabb-rövidebb időre. 2004–2008 között kulturális miniszter volt Jóannes Eidesgaard kormányában, ahol a stabilitást testesítette meg ezen a poszton, miután elődei sűrűn cserélődtek.
2008-tól a parlament első alelnöke volt.

## Magánélete
Szülei Maria és Jákup Oluf á Lakjuni. Feleségével, Odvør á Lakjunival együtt Fuglafjørðurban él.

## Fordítás
- Ez a szócikk részben vagy egészben az Jógvan á Lakjuni című norvég Wikipédia-szócikk ezen változatának fordításán alapul.  Az eredeti cikk szerkesztőit annak laptörténete sorolja fel. Ez a jelzés csupán a megfogalmazás eredetét és a szerzői jogokat jelzi, nem szolgál a cikkben szereplő információk forrásmegjelöléseként.